# إفريقيا/الدار البيضاء
 أفريقيا/الدار البيضاء هي منطقة زمنية ضمن قاعدة بيانات المناطق الزمنية، والبيانات هي كما يلي:
MA
+3339-00735
Africa/Casablanca
النقطة المرجعية هي الدار البيضاء.